# Diritti inviolabili
I diritti inviolabili sono espressi nella Costituzione italiana all'Art. 2 e non possono essere oggetto di revisioni costituzionale proprio per il loro contenuto essenziale. Alcuni diritti dell'uomo, infatti, esistono a prescindere dagli ordinamenti giuridici e sono riconosciuti dalla Costituzione, nonché dalla Repubblica. Si tratta di diritti dell'Uomo, e non del Cittadino, poiché la natura di questi diritti va oltre la dimensione politica della cittadinanza: un individuo, pur non essendo cittadino, ha diritto a essere protetto. I diritti inviolabili e inderogabili sono garantiti anche dai trattati europei (e dalla Carta europea dei diritti dell'uomo), quindi non solo nella propria nazione di nascita.

## Descrizione

### Principio pluralista
Si tratta della dimensione collettiva in cui si trova il singolo individuo. Per dimensione collettiva si intendono quelle formazioni sociali in cui si svolge la personalità umana, come ad esempio Scuole, Cultura, Minoranze, Partiti ecc. A ciò si accompagnano i doveri inderogabili, che sottolineano l'Impossibilità di sottrarsi ai doveri previsti nella vita collettiva, come ad esempio il pagamento dei tributi o, all'epoca, l'obbligo di prestare il servizio militare.
In quali ambiti non è presente?
Il principio pluralista della costituzione italiana non è presente
Limitazioni alla libertà di manifestazione del pensiero e di stampa: quando vengono imposti vincoli e restrizioni alla libertà di espressione e di stampa, impedendo la libera circolazione delle idee e dei pensieri.
Discriminazione e repressione dei partiti politici minori: quando vengono poste barriere all'accesso e alla partecipazione delle minoranze politiche al processo democratico.
Restrizioni alla libertà religiosa: quando vengono imposti limiti alla libertà di culto e alla pratica religiosa di gruppi religiosi minoritari.
Limitazioni alla libertà di associazione: quando vengono imposte restrizioni alla formazione e all'azione di associazioni civili e di gruppi di interesse.
Controllo e censura dei mezzi di comunicazione: quando vengono imposti controlli e censure sui media, impedendo la libertà di informazione e di accesso ai diversi punti di vista.
Discriminazioni e restrizioni nei confronti delle minoranze etniche e linguistiche: quando vengono negati diritti e opportunità alle minoranze etniche e linguistiche presenti sul territorio italiano.
Queste sono solo alcune delle situazioni in cui il principio pluralista della Costituzione italiana può essere negato o violato. È importante vigilare e difendere sempre la pluralità delle voci e delle opinioni nella società, come garanzia di una democrazia genuina e inclusiva.

### Caratteristiche diritti inviolabili
I diritti inviolabili, riconosciuti dall'art 2, sono assoluti, ovvero garantiti verso chiunque, verso lo Stato, i Privati, quindi verso ogni forma di collettività. Sono indisponibili, cioè non possono essere rinunciabili e venduti, altrimenti si viola l'articolo 1 Cost. 
Viene affermato il principio che persino il potere sovrano si deve arrestare davanti a questi diritti della persona, al contrario di quanto avviene negli Stati totalitari, dove le esigenze del singolo vengono sempre messe in secondo piano rispetto a quelle statali. Un'altra caratteristica dei diritti inviolabili è l'imprescrittibilità, ossia l'impossibilità che tali diritti si estinguano pur non essendo esercitati per lungo tempo.  Alcuni dei nuovi diritti sono un'espansione di diritti già esistenti: si parla di Elenco aperto, che si estende ogni volta che nasce una nuova minaccia dell'individuo.
Questi diritti sono considerati parte dei limiti alla revisione costituzionale.

## Elenco e tipologie dei principali diritti inviolabili
Sono diritti inviolabili la Libertà personale, di Manifestazione del pensiero, delle Formazioni sociali, la Libertà economica, libertà religiosa, libertà di domicilio, libertà di corrispondenza ecc.:

### Libertà personale
(art. 13) “La libertà personale è inviolabile”. La riserva di legge afferma che la giurisdizione della libertà personale può essere disposta nei soli modi previsti dalla legge (la riserva di legge assoluta è la forma più alta di garanzia), mentre la riserva di giurisdizione è la tecnica di protezione dei diritti, e afferma che per decisioni riguardanti la restrizione della libertà dell'uomo, può intervenire solo ed esclusivamente l'autorità giudiziaria (es. l'arresto di un individuo può avvenire solo sotto autorizzazione dell'autorità giudiziaria). Ci sono dei casi eccezionali di necessità o urgenza, in cui l'autorità di pubblica sicurezza (autorità amministrativa) può adottare provvedimenti provvisori; in tal caso si può limitare la libertà personale, ma entro 48 ore l'autorità giudiziaria deve confermare il fermo di polizia o revocarlo. È punita qualsiasi forma di violenza fisica e morale (come la tortura) sulle persone sottoposte a restrizioni di libertà: la legge stabilisce i limiti massimi di carcerazione preventiva.

### Inviolabilità del domicilio
(art. 14) Non si possono eseguire sequestri o perquisizioni se non nei casi e nei modi stabiliti dalla legge, secondo garanzie prescritte per la tutela della libertà personale. Alcune leggi speciali regolano le ispezioni a fini economici e fiscali (es. Antitrust).

### Libertà di corrispondenza e di comunicazione
(art. 15) La libertà di comunicazione e la sua segretezza sono inviolabili. Tuttavia, la limitazione può avvenire solo per mezzo dell'autorità giudiziaria (con le garanzie stabilite dalla legge). Entro questi ambiti spetta alla legge articolare il grado di ammissibilità delle intercettazioni (es. telefoniche).

### Libertà di circolazione e soggiorno
(art. 16) Ogni cittadino può circolare e soggiornare liberamente in qualsiasi parte del territorio nazionale, salvo limitazioni stabilite dalla legge per motivi di sanità o sicurezza, ma non per ragioni politiche.

### Libertà di riunione
(art. 17) I cittadini hanno diritto di riunirsi pacificamente e senza nessun tipo di armi sia in luogo privato che in luogo pubblico. Tuttavia ci può essere un divieto per motivi di sicurezza o incolumità pubblica.

### Libertà di associazione
(art. 18) i cittadini hanno diritto di associarsi senza autorizzazione, ma sono proibite le associazioni segrete e quelle che perseguono scopi politici mediante organizzazioni di carattere militare. La libertà negativa di associazione è la libertà di Non associarsi. Le associazioni obbligatorie sono contrarie alla costituzione.

### Libertà religiosa
(art. 19) Tutti hanno il diritto di professare liberamente la propria fede religiosa e di farne propaganda, purché non si tratti di riti contrari al buon costume.

### Libertà delle comunità religiose
(art. 20) Il fine di religione o di culto non può essere limitato dalla legge purché non si tratti di riti contrari al buon costume (es. riti sacrificali)

### Libertà di manifestazione del pensiero
(art. 21) Si ha il diritto di manifestare il pensiero per iscritto, a voce o con altri mezzi di diffusione. La stampa non può essere censurata o essere soggetta ad autorizzazioni. Vi sono però divieti di diffamazione, quindi reati di opinione e il diritto di rettifica, e limite del buon costume. Il singolo può manifestare il suo pensiero e ha il diritto all'informazione. Si parla di concorrenza quando sono presenti più fonti di informazione, e ci deve essere un servizio pubblico previsto dallo stato che fornisca informazioni. Il pluralismo invece si riferisce alla pluralità delle opinioni.

### Diritti della persona in sede penale
(art. 25) Si afferma che nessuno può essere distolto dal giudice naturale precostituito per legge (ogni procura ha i propri giudici con specifiche competenze). Nessuno può essere punito se non in forza di una legge entrata in vigore prima del fatto commesso (principio di irretroattività della legge penale;– una nuova legge non può essere applicata a un fatto commesso prima di essa).

### Estradizione
(art. 26) L'estradizione del cittadino è ammessa solo quando prevista dalle convenzioni internazionali. Non può essere ammessa per reati politici.

### Responsabilità penale e presunzione d'innocenza
(art. 27) Un imputato non è considerato colpevole fino alla condanna definitiva (presunzione di innocenza), e la responsabilità penale è personale. Fino a quando non decide la cassazione, l'imputato è da considerarsi innocente.

### Libertà della comunità familiare
(art. 29) La repubblica riconosce i diritti della famiglia come società naturale fondata sul matrimonio. Il matrimonio è ordinato sull'eguaglianza morale e giuridica dei coniugi, con i limiti stabiliti dalla legge a garanzia dell'unità familiare.

### Trattamenti sanitari
(art. 32) Nessuno può essere obbligato a un trattamento sanitario se non per disposizione di legge. La legge non può in nessun caso violare i limiti imposti dal rispetto della persona umana.

### Libertà scientifica, culturale ed educativa
(art. 33) L'arte e la scienza sono libere, così come il loro insegnamento. I privati possono istituire scuole a proprie spese ed hanno piena libertà. Devono comunque essere istituite senza oneri per lo stato. Le università hanno diritto di darsi ordinamenti autonomi nei limiti stabiliti dalle leggi dello Stato.

### Libertà sindacale e diritto di sciopero
(artt. 39-40) L'organizzazione sindacale è libera e ai sindacati non può essere imposto altro obbligo se non la loro registrazione presso uffici locali secondo norme di legge. L'art, 40 protegge il diritto di sciopero e stabilisce che tale diritto si eserciti nell'ambito delle leggi che lo regolano. Prevede anche di limitare lo sciopero degli enti pubblici.

### Libertà economica
(artt. 41-42) L'iniziativa economica privata è libera, e la proprietà privata (art. 42) è riconosciuta e garantita dalla legge. Nei casi in cui vi è il monopolio naturale (impresa unica), la libertà economica può essere limitata. Quando la proprietà privata è espropriata vi è l'indennizzo, che deve essere uguale al valore di mercato del bene. L'idea di libertà economica privata si è sviluppata in senso orizzontale rispetto ad altre concorrenze: si regolano quindi le libertà economiche dei privati.

### Diritti della personalità
Nessuno può essere privato del proprio nome, della capacità giuridica, della cittadinanza, del diritto all'integrità fisica, oppure del diritto all'identità personale. La pena di morte non è ammessa, nemmeno per casi di guerra. La pena, infatti, ha scopo educativo; non sono ammesse la pena di morte, la tortura e pene inumane o degradanti.

### Diritto di resistenza all'oppressione
Il diritto di resistenza all'oppressione, a ordini ingiusti e ingiustizie è un diritto riconosciuto dalla giurisprudenza internazionale, dalla dottrina e da alcune dichiarazioni e costituzioni. La Costituzione italiana non lo nomina ma la dottrina giuridica lo ritiene comunque tra i diritti implicitamente protetti dagli articoli 2, 11, 52, 54, e da leggi ordinarie e militari.